# Loca loca
«Loca loca» es el primer sencillo de XOXO (álbum) de la cantante Cherry Ahava.

## Historia
Loca loca fue escrita y musicalizada por Cherry Ahava y Gustavo Moreno de Dios, quienes también trabajaron juntos en Bum Bum Bam, otro divertido tema del disco.
La letra de Loca loca está basada en una vivencia real de Cherry, quien efectivamente se enamoró de su mejor amigo y lo primero que pensó fue escribir una canción para expresar su sentir en ese momento. De acuerdo a entrevistas se sabe que el chico en cuestión es su amigo desde la infancia pues asistían a la misma escuela.
Loca loca debutó en la radio en julio de 2009, siendo muy bien aceptado por el público infantil y juvenil, quienes rápidamente lo colocaron entre los temas más tocados en México, pues ingresó al Top 20 del Chart Pop de Monitor Latino, hecho sin precedentes por ser la primera vez que llegó a ese sitio un artista independiente y casi sin promoción.
Este primer sencillo resultó de tal impacto que le abrió a Cherry Ahava las puertas hacia la producción de Luis de Llano "Atrévete a soñar", exitosa telenovela mexicana en donde su primera aparición fue interpretando Loca loca.

## Videos
Loca loca tuvo dos diferentes videos. Ninguno de ellos fue realizado para programarse en televisión. Su distribución se hizo únicamente a través de sitios y redes sociales de internet.
El primero fue dirigido por Charly Sánchez (los hijos de Sánchez), quien decidió que el video no tendría historia y solamente se vería a Cherry con un vestuario en colores brillantes bailando al ritmo de la música.
Tiempo después llega a la vida profesional de Cherry el ex-manager de Belinda, Pedro Reyes-Esquer, quien se convierte en su mánager. Él decide que el primer video no es apropiado para Cherry Ahava, pues no refleja su verdadera esencia y decide hacer el segundo video con la única intención de mostrarla tal cual es en su vida real. Es por esto que la grabación es realizada en casa de Cherry, en su habitación, con su pijama y su perro. El director de este video fue Adrián Zurita, quien ha trabajado en proyectos de Nikki Clan y Maná entre otros.

## Apariciones
Cherry Ahava utilizó Loca loca como tema de inicio para abrir todos los conciertos de la gira de Atrévete a soñar en 2009 usando una vistosa introducción que alarga el tema.